# Talisia nervosa
Talisia nervosa är en kinesträdsväxtart som beskrevs av Ludwig Radlkofer. Talisia nervosa ingår i släktet Talisia och familjen kinesträdsväxter. Inga underarter finns listade i Catalogue of Life.